# Анте Мандић
Анте Мандић (Трст, 2. јун 1881 — Ловран, 15. новембар 1959) био је хрватски и југословенски правник и политичар.

## Биографија
Рођен је 1881. у Трсту. Завршио је Правни факултет у Грацу, након чега је био адвокат у Трсту, Волоском и Опатији. Године 1915, као представник Југословенског одбора у Петрограду, учествовао је у организовању југословенских добровољачких одреда у Одеси. Од октобра 1917. био је секретар централног уреда Југословенског одбора у Лондону, а након повратка у Краљевину СХС председник Југословенско-чешке лиге (од 1919) те адвокат у Волоском (1921–1937), Београду (1937—1941) и Опатији (до 1943).
Након капитулације Италије 1943, изабран је за председника Народноослободилачког одбора за Опатију, већника ЗАВНОХ-а и већника АВНОЈ-а. На Другом заседању АВНОЈ-а изабран је за члана Председништва АВНОЈ-а. Од 1944. био је председник Обласног одбора јединственог народноослободилачког фронта Истре и Комисије за ратне злочине Хрватске, а од марта до новембра 1945. члан Краљевског намесништва основаног у оквиру Споразума Тито–Шубашић.
Пошто је 7. августа 1945. у Београду отпочело Треће заседање АВНОЈ-а, краљ Петар II је одлучио да прогласом од 8. августа опозове сву тројицу краљевских намесника. Међутим, намесници се нису повиновали опозиву, а Привремена влада је закључком од 10. августа и формално анулирала краљеву одлуку.
Након проглашења републике и укидања Краљевског намесништва (29. новембар 1945. године) отишао је у пензију.
Године 1956. под насловом Фрагменти за хисторију уједињења објавио је документарну грађу о делатности Југословенског одбора у Лондону 1914–1917. године.
Умро је 1959. године у Ловрану.